# Калтрано
Калтра̀но (на италиански: Caltrano; на венециански: Caltran, Калтран) е малко градче и община в Северна Италия, провинция Виченца, регион Венето. Разположено е на 260 m надморска височина. Населението на общината е 2552 души (към 2015 г.).